# Caura (rijeka u Venezueli)
Caura (špa. Río Caura) je treća po veličini rijeka Venezuele i druga po veličini pritoka Orinoca, duga 725 km. Većinu svog toka teče kroz venezuelansku saveznu državu Bolívar, na istoku zemlje, kroz netaknutu prašumu.
Uz rijeku žive indijanske zajednice Ye'kuana i Sanema.

## Zemljopisne karakteristike
Caura izvire na visoravni Jaua-Sarisariñama (2 000 m), u netaknutoj prašumi, pored granice s Brazilom, gdje pada prosječno oko četiri metra kiše na dan. Zbog tog je Caura neobično bogata vodom, i kod ušća s Orinocom ima 3 500 metara vode u sekundi.
Caura od svog izvora teče prema jugoistoku u beskrajnim meandrima, zatim pravi veliki luk i teče prema sjevero zapadu sve do svog ušća u Orinoco nekih 200 km uzvodno od grada Ciudad Bolívara
Najveća pritoka rijeke je Erebato koji izvire na istoj visoravni.
Velika atrakcija rijeke su spektakularni Vodopadi Pará (Salto Pará), na sredini toka (kod koordinata 6°18′38″N 64°31′25″W / 6.310521°N 64.523735°W), gdje se rijeka dijeli na sedam rukavaca i pada s prosječne visine oko 60 m u kanjon dug 7 km. Tijekom kišne sezone ti vodopadi svojom količinom vode premašuju čak i poznate Viktorijine slapove u Africi i Vodopad Iguazú na granici Brazila i Argentine.

## Bioraznolikost rijeke
Prašume Caura su i dandanas jedne od najočuvanijih u cijeloj Južnoj Americi.
U porječju rijeke Caura velikom 45 336 km² raste preko 2700 vrsta biljaka i živi 475 vrsta ptica, 168 vrsti sisavaca, 23 vrsta gmazova i stotine vrsti riba.
Dobar dio bazena rijeke je netaknuta prašuma s nekoliko nacionalnih parkova i parkova prirode, od kojih je najveći Nacionalni park Sari Sariñama, s planinama od pretkambrijskih stijena pokrivenih džunglom. 

Jedini stanovnici porječja Caura su autohtoni indijanci Makiritare i Ye'kwana, koji sebe i zovu narod rijeke.

## Vanjske poveznice
- Campamento CauramaRío Caura na portalu Venezuela tuya (šp.)